# Орден Лева (Львів)
«Орден Лева» — відзнака Львівської міської ради, якою можуть бути нагороджені жителі міста Львова, громадяни України чи інших держав за визначні особисті заслуги перед територіальною громадою міста Львова.
Нагорода заснована на підставі ухвали сесії Львівської міської ради «Про запровадження Почесної відзнаки „Орден Лева“» від 7 травня 2010 року.

## Нагородження
Почесною відзнакою «Орден Лева» нагороджуються громадяни України та громадяни інших держав за особливі заслуги перед містом у галузі розвитку економіки, науки, освіти, культури, мистецтва, охорони здоров'я, за визначну благодійницьку, гуманістичну та громадську діяльність.

### Нагороджені
- Дарія Гусяк (2010) — «за значний внесок до національного відродження України»[3];
- Дмитро Блажейовський (2010) — «за довголітню подвижницьку роботу на ниві духовного та національного відродження України»[4];
- Маріян Коць (2010)[5] — «за визначні заслуги перед рідним містом Львовом»[6];
- Мирослав Вантух (2011)[7];
- Михайло Горинь (2012) — «з нагоди Дня Соборності України»[8];
- Володимир Овсійчук (2014) — «за вагомий внесок у формування мистецької традиції, високий рівень професійної майстерності, підготовку нового покоління митців та з нагоди Дня міста Львова»[9];
- Мирослав Маринович (2015) — «за вагомий внесок у формуванні наукового, духовного і культурного середовища м. Львова, за плідну науково-публіцистичну діяльність, за громадянську позицію у боротьбі за волю та єдність України та з нагоди Дня міста Львова»[10];
- Ярослав Грицак (2016) — «за вагомий внесок у формуванні наукового, духовного і культурного середовища м. Львова, плідну науково-публіцистичну діяльність, громадянську позицію у боротьбі за волю та єдність України та з нагоди Дня міста Львова»[11];
- Богдан Жеплинський (2017) — «за вагомий внесок у формування наукового, духовного і культурного середовища Львова, наукову діяльність, громадянську позицію у боротьбі за волю та єдність України»[12].
- Тарас Кицмей (2018) — «за високий професіоналізм, вагомий особистий внесок у розвиток сучасної ІТ-індустрії, ефективне впровадження передових технологій і утвердження позитивного іміджу міста Львова на національному і міжнародному рівнях»[13].
- Олександра Сербенська (2019) — «за щиру любов до української мови, віддану й невтомну науково-педагогічну і дослідницьку працю, реалізацію творчого потенціалу молодого покоління»[14].